# Stigmatopteris nephrodioides
Stigmatopteris nephrodioides är en träjonväxtart som först beskrevs av Ki., och fick sitt nu gällande namn av Carl Frederik Albert Christensen. Stigmatopteris nephrodioides ingår i släktet Stigmatopteris och familjen Dryopteridaceae. Inga underarter finns listade.